# Muzeum Migracji w Adelajdzie
South Australian Museum – muzeum historii społecznej w Adelajdzie poświęcone historii migracji ludności do południowej Australii. 

## Zbiory
W muzeum eksponowane są rekonstrukcje domów pierwszych osadników, a także opisy historii tych którzy zdecydowali się na migrację do Australii z ponad 100 krajów. Ściana pamięci (ang. Memorial Wall) poświęcona jest pamięci tych wszystkich, którzy zostali zmuszeni do opuszczenia swoich ojczyzn.